# الجبیهة
الجبیهة (به عربی: الجبیهة) محله ای در شهر امان اردن است. در گذشته الجیهه شهری جدا از عمان بود ولی با گسترش شهر عمان امروزه داخل شهر شده‌است. در شمال دانشگاه اردن یک مسیر پیاده‌روی وجود دارد که در آن رستوران‌های معروف شهر اردن از مشتریانشان پذیرایی می‌کنند. خیابان احمد طراونة از مناطق سرخ در الجبیهة محسوب می‌شود.